# رونالد جوزيف
رونالد جوزيف (بالإنجليزية: Ronald Joseph)‏ هو متزلج فني أمريكي، ولد في 9 أكتوبر 1944 في شيكاغو في الولايات المتحدة.

## وصلات خارجية
- رونالد جوزيف على موقع أوليمبيديا (الإنجليزية)